# Rubrius castaneifrons
Espèce
Synonymes
- Coelotes castaneifrons Simon, 1884

Rubrius castaneifrons est une espèce d'araignées aranéomorphes de la famille des Macrobunidae.

## Distribution
Cette espèce est endémique de la région de Magallanes au Chili,. Elle se rencontre dans la Terre de Feu.

## Description
La carapace de la femelle holotype mesure 5,2 mm et l'abdomen 6,5 mm.
La femelle décrite par Roth en 1967 mesure 9,2 mm.

## Systématique et taxinomie
Cette espèce a été décrite sous le protonyme Coelotes castaneifrons par Simon en 1884. Elle est placée dans le genre Mynthes par Simon en 1887 puis dans le genre Rubrius par Simon en 1903.

## Publication originale
- Simon, 1884 : « Arachnides recueillis par la Mission du Cap Horn en 1882-1883. » Bulletin de la Société zoologique de France, vol. 9, p. 117-144 (texte intégral).